# Gadila boissevainae
Gadila boissevainae is een Scaphopodasoort uit de familie van de Gadilidae. De wetenschappelijke naam van de soort is voor het eerst geldig gepubliceerd in 1932 door Jaeckel.